# Lucas Fasson
Lucas Fasson dos Santos (Santo André, 30 maggio 2001) è un calciatore brasiliano, difensore della Lokomotiv Mosca.

## Caratteristiche tecniche
È un difensore centrale.

## Carriera
Cresciuto nel settore giovanile del San Paolo, debutta in prima squadra l'8 marzo 2020 in occasione dell'incontro del Campionato Paulista perso 1-0 contro il Botafogo-SP.
Nel settembre seguente si trasferisce a titolo definitivo al Dep. La Serena, dove nell'arco di due stagioni colleziona 35 presenze fra campionato e coppe nazionali in Cile; il 17 agosto 2021 fa ritorno in patria firmando con l'Athl. Paranaense.

## Statistiche
Statistiche aggiornate all'8 luglio 2021.

### Presenze e reti nei club
| Stagione        | Squadra         | Campionato      | Campionato | Campionato | Coppe nazionali | Coppe nazionali | Coppe nazionali | Coppe continentali | Coppe continentali | Coppe continentali | Altre coppe | Altre coppe | Altre coppe | Totale | Totale | Totale |
| Stagione        | Squadra         | Comp            | Pres       | Reti       | Comp            | Pres            | Reti            | Comp               | Pres               | Reti               | Comp        | Pres        | Reti        | Pres   | Reti   |        |
| --------------- | --------------- | --------------- | ---------- | ---------- | --------------- | --------------- | --------------- | ------------------ | ------------------ | ------------------ | ----------- | ----------- | ----------- | ------ | ------ | ------ |
| 2019            | San Paolo       | A1/SP+A         | 1+0        | 0          | CB              | 0               | 0               |                    | -                  | -                  |             | -           | -           | 1+0    | 0      |        |
| 2020            | Dep. La Serena  | A               | 20         | 0          | CC              | 0               | 0               |                    | -                  | -                  |             | -           | -           | 20     | 0      |        |
| 2021            | Dep. La Serena  | A               | 11         | 0          | CC              | 4               | 0               |                    | -                  | -                  |             | -           | -           | 15     | 0      |        |
| Totale carriera | Totale carriera | Totale carriera | 32         | 0          |                 | 4               | 0               |                    | 0                  | 0                  |             | -           | -           | 36     | 0      |        |